# O Casaco de Castor

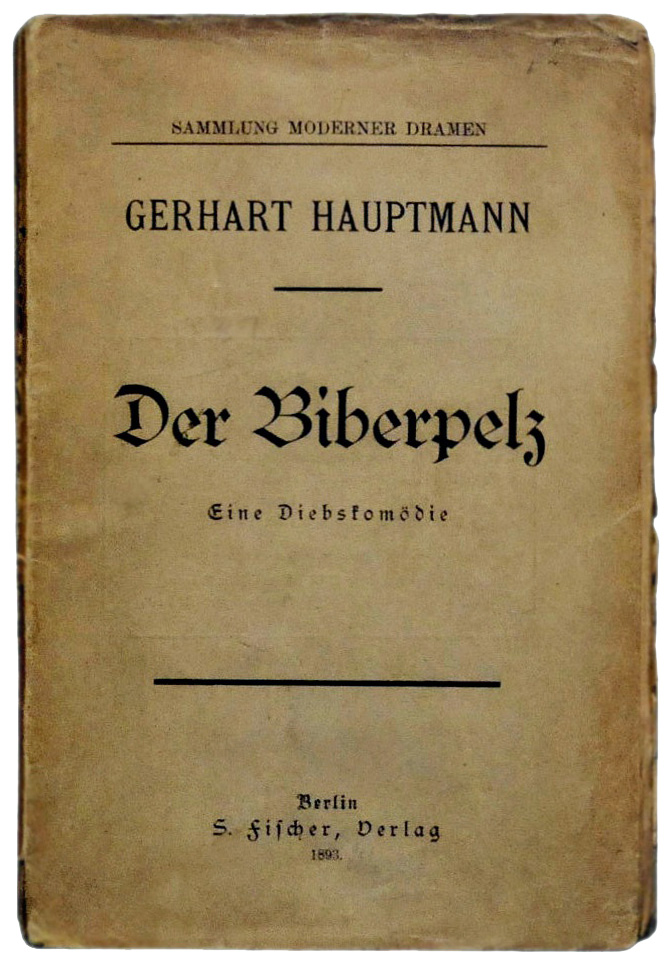
Capa da primeira impressão

O Casaco de Castor (Der Biberpelz) é uma peça de teatro satírica do dramaturgo alemão Gerhart Hauptmann, Prémio Nobel da Literatura, a qual teve estreia em Berlim em 1893.
A obra é um exemplo do Teatro do naturalismo alemão de Diebskomödie, ou comédia do ladrão. O drama acontece "algures em Berlim... por volta do final da década de oitenta" (referindo-se à década de 1880). Em consonância com os princípios naturalistas do uso de formas de falar do dia a dia, um grande número de personagens fala em dialecto berlinense.

## Enredo
A Mãe Wolff é uma empregada de limpeza bastante resoluta. Ela é casada com um carpinteiro naval um pouco desajeitado e tímido com o nome de Julius Wolff. A história começa quando ela chega em casa com um cabrito montês caçado ilegalmente, estando a sua filha Leontine esperando por ela. Leontine fugiu do seu trabalho na pensionista Krüger, porque lhe ordenaram a altas horas da noite para trazer uma pilha de madeira para o estábulo. A Mãe Wolff, sempre muito atenta à sua própria reputação, quer mandar a sua filha de volta. Mas quando descobre que a madeira está num "bonito clube", ela permite que Leontine passe a noite com a intenção de adquirir a madeira ela própria.
Enquanto vende o cabrito, que ela alega que descobriu já morto, a um marinheiro do Rio Spree chamado Wulkow, a filha mais nova Adelheid explica que o Sr. Krüger lhe deu recentemente um valioso casaco de castor da sua esposa. Wulkow exclama então que ele sem dúvida pagaria sessenta Táler para um tal casaco de pele. A Mãe Wolff rapidamente percebe que com esta quantia de dinheiro poderia pagar uma grande parte da sua dívida. Assim, decide roubar o casaco, a fim de o vender a Wulkow.
Após o roubo, Krüger informa a polícia que o seu casaco e a sua madeira foram roubados. No entanto, o chefe da polícia de Wehrhahn apenas se sente incomodado com esta queixa. Ele só está interessado em descobrir, "pessoas sinistras e elementos que sejam politicamente fora da lei ou hostis à coroa ou à aristocracia." Assim sendo, Krüger esforça-se para que o professor particular Dr. Fleischer seja preso por crime de lesa majestade. Este professor recebe cerca de vinte jornais de diversos tipo e reúne-se regularmente com figuras literárias livres pensadoras.
Embora o chefe da polícia em várias ocasiões não dê atenção a Krüger, decide vir mais uma vez a fim de realizar o seu plano. Desta vez, no entanto, a Mãe Wolff também está presente. Ela, no entanto, afasta habilmente qualquer suspeita em relação a si. A comédia termina sem que o ladrão seja descoberto. Na sua tragicomédia O Galo Vermelho (Der rote Hahn), que foi encenada pela primeira vez em 1901, Hauptmann repete vários dos temas predominantes em O Casaco de Castor.

## Adaptação cinematográfica
A peça de teatro foi adaptada ao cinema com um filme de comédia alemão de 1937 dirigido por Jürgen von Alten e estrelado por Heinrich George, Ida Wüst e Rotraut Richter. A estreia alemã ocorreu em 3 de dezembro de 1937.
Outras versões cinematográficas da peça foram lançadas em 1949 e em 1962.

## Nota
- Este artigo foi inicialmente traduzido, total ou parcialmente, do artigo da Wikipédia em inglês cujo título é «The Beaver Coat».